# Wang Wiset
Wang Wiset (em tailandês: อำเภอวังวิเศษ) é um distrito da província de Trang, no sul da Tailândia. É um dos 10 distritos que compõem a província. Sua população, de acordo com dados de 2012, era de 42 455 habitantes, e sua área territorial é de 477,125 km².